# Sewernjak
Sewernjak (bułg. Северняк) – wieś w Bułgarii, w obwodzie Dobricz, w gminie Kruszari. Według danych szacunkowych Ujednoliconego Systemu Ewidencji Ludności oraz Usług Administracyjnych dla Ludności, 15 czerwca 2022 roku miejscowość liczyła 124 mieszkańców.